# Huiler

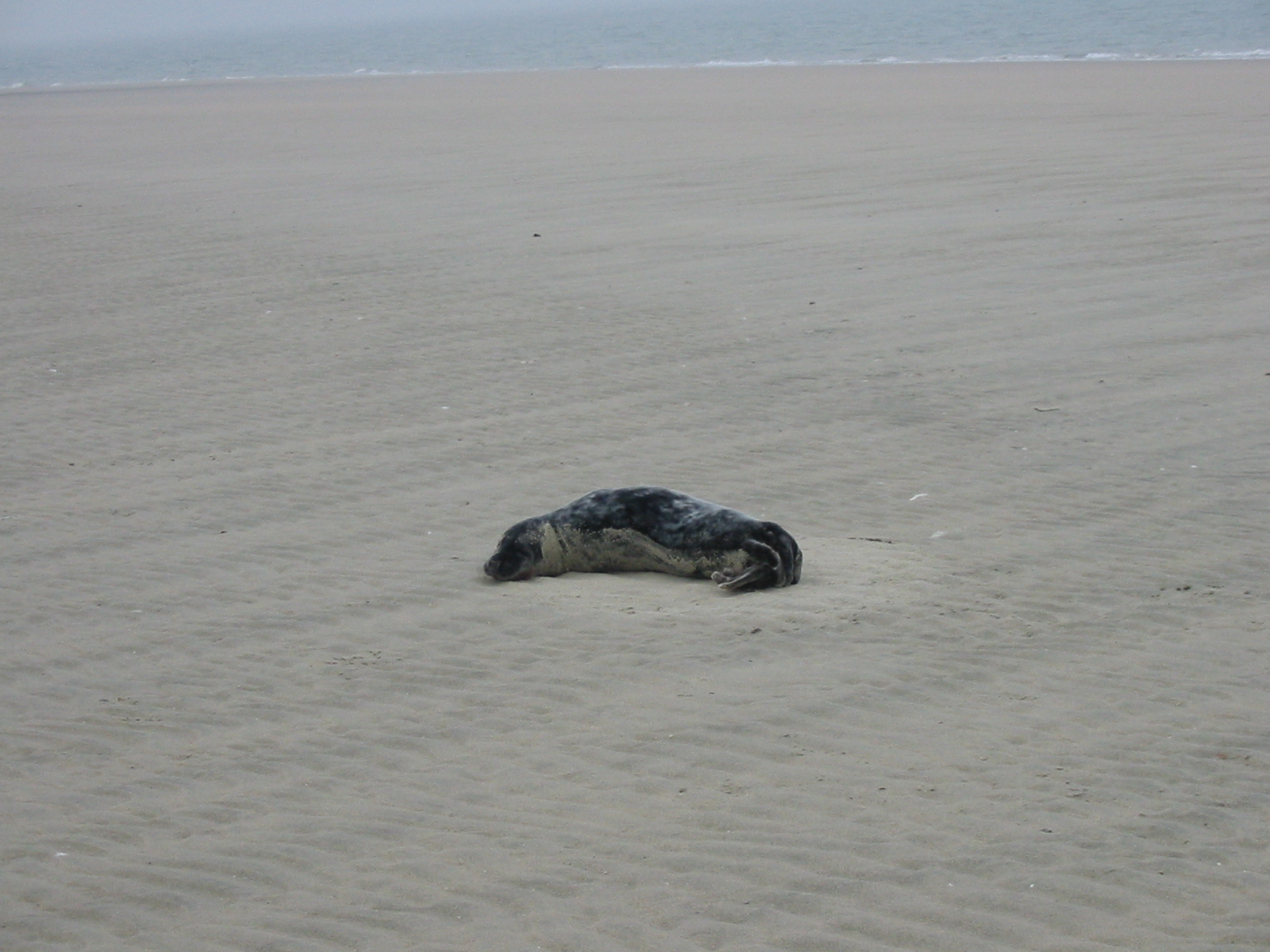
Een jonge grijze zeehond op het Verklikkerstrand bij Renesse in Zeeland. Aangetroffen op 30 maart 2007

Een huiler is een jonge zeehond die op het strand of op het wad ligt en zijn moeder is kwijtgeraakt. De term is afgeleid van het klagelijke geluid dat het jonge dier dan soms voortbrengt.
Als een zeehond een tweeling krijgt, kan de moeder niet voor beide jongen zorgen. Een van beiden wordt een huiler en zou in de natuur dood gaan.
Soms spoelen pasgeboren zeehonden weg door harde wind en hoog water. Zo spoelden er op 4 januari 2005 tientallen weg van zandplaat de Richel bij Vlieland.  Zestig jongen spoelden toen aan op de stranden van Vlieland en Terschelling.
In Nederland worden huilers opgenomen door de Zeehondencrèche in Lauwersoog of Ecomare op Texel, in België door het Sea Life Center in Blankenberge.  Na een aansterkingsperiode worden de zeehonden terug uitgezet. 
De vinder van de huiler mag dan een naam bedenken voor het dier. Huilers die in natuurgebieden worden aangetroffen mogen echter niet meer opgenomen worden in een crèche. De natuur moet daar gewoon haar gang gaan.
Onderzoeken vanaf 2016 hebben uitgewezen dat in veel gevallen huilende pups slecht tijdelijk door de moeder alleen zijn gelaten. Deze is dan op jacht naar vis om zodoende de voorraad moedermelk aan te vullen. Dit kan vele uren duren tot wel acht uren lang. Tegenwoordig is men dan ook zeer terughoudend om zo'n pup op te halen en te plaatsen in een opvangcentrum.